# The Oceania Tour
The Oceania Tour var en verdensturné af det amerikanske rockband Smashing Pumpkins. Turnéen startede officielt 27. juli 2012 i Oceanien, men i månederne op til turnéstarten havde bandet spillet nogle enkelte koncerter i Nordamerika, Sydamerika og Europa. Turnéen sluttede 10. december 2012. 
The Oceania Tour blev den tredje turné til fordel for bandets syvende studiealbum, Teargarden by Kaleidyscope, der løbende siden december 2009 har været blevet udgivet én sang ad gangen via internettet. Som en del af projektet blev albummet Oceania dog udgivet på traditionel vis i juni 2012. 
På bandets forrige turné i efteråret 2011, The Other Side of the Kaleidyscope Tour, der foregik efter indspilningerne af Oceania, havde Smashing Pumpkins spillet nogle af numrene fra albummet. På The Oceania Tour var alle sangene fra Oceania blevet spillet live, men derimod var der stort set ikke nogen sange fra resten af Teargarden by Kaleidyscope, der blev spillet, nævnværdigt singlerne "Freak" og "Owata". I juli 2012 blev b-side-opsamlingsalbummet Pisces Iscariot genudgivet med en masse bonusmateriale, men bandet har – ligesom ved de andre tidligere genudgivelser af Gish og Siamese Dream – ikke promoveret udgivelsen ved deres koncerter og har således ikke lagt større vægt på materialet fra 1994-albummet i bandets sætlister. 
The Oceania Tour blev kendetegnet ved, at bandet ved flere af koncerterne i 2012 startede med at spille det nye album i sin helhed fra start til slut. Turnéen foregik i Nordamerika, Sydamerika, Asien, Oceanien og Europa. 
Bandet bestod af Billy Corgan, Jeff Schroeder, Nicole Fiorentino og Mike Byrne, der har spillet fast sammen siden foråret 2010 og i fællesskab har indspillet albummet Oceania i sommeren 2011.

## Sange
Eftersom turnéen blev foretaget i forbindelse med udgivelsen af Teargarden by Kaleidyscope, i særdeleshed 2012-albummet Oceania, spillede bandet primært de nye sange fra Oceania. Ved flere af koncerterne spillede bandet albummet i sin helhed fra start ("Quasar") til slut ("Wildflower").
Efter den første time med Oceania-sange spillede Smashing Pumpkins et udvalg af bandets største hits, samt nogle mindre kendte sange fra bandets massive bagkatalog. Fra bandets tidligere album var "Cherub Rock" og "Today" fra Siamese Dream, "Tonight, Tonight", "Bullet with Butterfly Wings" og Zero" fra Mellon Collie and the Infinite Sadness og "Ava Adore" fra Adore blandt de mest spillede numre på turnéen. 
Også b-siden fra "Tonight, Tonight"-singlen "Tonite Reprise" fra bokssættet The Aeroplane Flies High blev spillet på turnéen. Det er første gang, at bandet spiller den akustiske demooptagelse. Fra b-side-opsamlingsalbummet Judas O blev "Soot and Stars" også spillet, og ved flere lejligheder spillede bandet en coverversion af David Bowie-nummeret "Space Oddity". 

## Bandet
- Billy Corgan (sang, guitar)
- Jeff Schroeder (guitar)
- Nicole Fiorentino (bas)
- Mike Byrne (trommer)